# Pałac Tyszkiewiczów w Warszawie
Pałac Tyszkiewiczów (nazywany także pałacem Tyszkiewiczów-Potockich) – pałac znajdujący się przy ul. Krakowskie Przedmieście 32 w Warszawie.

## Historia
Pałac zaczęto budować w 1785 roku dla Ludwika Tyszkiewicza, hetmana polnego litewskiego i jego żony Konstancji Poniatowskiej, bratanicy króla Stanisława Augusta. Budynek w XVIII wieku należał do najpiękniejszych klasycystycznych pałaców Warszawy. Gmach zaprojektował i rozpoczął budować w 1785 roku polski architekt Stanisław Zawadzki. Po wybudowaniu pierwszego piętra Zawadzki otrzymał ważne zlecenia państwowe, w związku z tym już rok po rozpoczęciu budowy, hetman podpisał umowę na ukończenie budowy pałacu z Janem Chrystianem Kamsetzerem. Budowę ukończono wg projektu Zawadzkiego, a Kamsetzer zaprojektował wnętrza, sztukaterie i wyposażenie oraz nadzorował wykończenie całości do 1792 roku. Atlanty wspierające balkon od strony Krakowskiego Przedmieścia wykonał rzeźbiarz królewski André Le Brun. Przy dekoracji wnętrz Kamsetzer zatrudnił Paola Casasoprę, Giuseppe Amadia i Jana Michała Graffa. Do ozdoby pałacu przyczynili się również sztukatorzy Józef Probst i Giuseppe Borghi, rzeźbiarz Johann Duldt i malarz Wawrzyniec Jasiński.
Na przełomie XVIII i XIX w. pałac był w zarządzaniu Tyszkiewiczów, którzy przebywając poza granicami wynajmowali go dygnitarzom i wojskowym. W 1820 pałac stał się siedzibą i wyłączną własnością Anny z Tyszkiewiczów po jej rozwodzie z Aleksandrem Potockim. W 1840 pałac zakupił od matki syn z pierwszego małżeństwa, August Potocki, i odtąd w ręku Potockich pozostawał on do 1923. W 1923 pałac zakupił Bank Gospodarstwa Krajowego, a ulokowano tu Polską Akademię Literatury oraz zbiory starodruków Biblioteki Narodowej. W 1939 roku pałac przetrwał okres oblężenia Warszawy z powyrywanymi oknami.
W czasie powstania warszawskiego pałac został celowo zbombardowany przez wojska niemieckie pociskami zapalającymi. Zniszczeniu uległy cała stolarka z XVIII i XIX wieku (drzwi, mozaiki podłogowe, stropy, panele ścienne, schody), a także bezcenne XVIII-wieczne stiuki w stylu pompejańskim, będące jednymi z najcenniejszych zabytków warszawskiego klasycyzmu pałacowego. Po zniszczeniach wojennych pałac włączono do głównego kampusu Uniwersytetu Warszawskiego i odbudowano w latach 1949–1956 według projektu Jana Dąbrowskiego, jedynie częściowo przywracając wnętrzom ich dawny wygląd. Jednym z najlepiej zachowanych pomieszczeń jest dawna łazienka, znajdująca się na I piętrze w północnym skrzydle pałacu. Podczas odbudowy po II wojnie światowej została ona przebudowana na korytarz wiodący od rozbudowanej klatki schodowej do sal korpusu głównego pałacu. Na jej ścianach i sklepieniu wciąż podziwiać można różowe stiuki i resztki malowideł rodzajowych w stylu rzymskim.

## Wygląd
Pałac jest klasycystyczną budowlą z dwiema elewacjami od strony Krakowskiego Przedmieścia i placyku przy kościele Wizytek. Pałac należy do typu przyulicznego, co stanowi rozwiązanie unikatowe dla XVIII-wiecznej Warszawy, w której dominował typ pałacu dziedzińcowego. Skrzydła pałacu okalają dziedziniec wewnętrzny, mający charakter małego ogrodu. Jaroszewski tak opisuje wygląd Pałacu: „Architekt opracował starannie tylko elewacje od strony Krakowskiego Przedmieścia i od placu przed kościołem Wizytek, natomiast elewacjami od strony podwórza nie interesował się wcale”. Kamienny balkon od strony ulicy podtrzymywany jest przez cztery figury Atlasów wykutych w 1787 przez Andrzeja Le Bruna. W czasie budowy wzniesiono również oficynę równoległą do korpusu głównego pałacu, mieszczącą stajnie i wozownie oraz oranżerię (spalone w czasie powstania warszawskiego, rozebrane po II wojnie światowej). Do dziś zachowała się oryginalna fasada ozdobiona piaskowcowym kartuszem herbowym Potockich z figurami atlantów. Projekt pałacu nie przewidywał budowy sali balowej, co związane było z osobą fundatora, Ludwika Tyszkiewicza, który nie przepadał za hucznymi i głośnymi rozrywkami. W miejscu sali balowej zaprojektowana została obszerna bawialnia (dziś błędnie nazywana „salą balową”), nieposiadająca typowej dla sal balowych niszy, lub balkonu dla orkiestry.

## Wnętrze
Wnętrza pałacu otrzymały bogatą dekorację w modnym w II połowie XVIII wieku stylu pompejańskim, zaprojektowaną również przez Kamsetzera, a wykonaną przez włoskich sztukatorów: Giuseppe Amadio i Paolo Casasopra. Dziś oglądać można odtworzone i częściowo zachowane wnętrza na I piętrze: Salę Bilardową, Łazienkę pompejańską (przebudowaną po II wojnie na korytarz I piętra w skrzydle północnym), Salę Stołową i Salę Gościnną.
Na uwagę zasługuje zachowany częściowo w stanie oryginalnym, klasycystyczny hol wejściowy ozdobiony piaskowcem. Na parterze skrzydła północnego zachowały się XVIII i XIX-wieczne dekoracje sztukatorskie. Narożniki w znajdującej się tam sali owalnej (de facto ośmiokątnej, zwanej też „kolumnową”, obecnie sekretariat Instytutu Muzykologii) ozdobione są płaskorzeźbami przedstawiającymi polskich wieszczów narodowych (J. Słowackiego, A. Mickiewicza, J. Kochanowskiego i I. Krasickiego). W sali tej znajduje się także unikatowy marmurowy kominek z czerwonego marmuru, wykonany w stylu wczesnego warszawskiego rokoka. Pochodzi on z dawnego XVIII-wiecznego pałacu kasztelana krakowskiego Stanisława Poniatowskiego, dziadka Konstancji Poniatowskiej, ojca króla Stanisława Augusta Poniatowskiego. Pałac ów znajdował się niegdyś na posesji sąsiadującej z pałacem Tyszkiewiczów-Potockich od strony południowej, gdzie dziś stoi Pałac Uruskich (Krakowskie Przedmieście 30). Kominek został przeniesiony najprawdopodobniej w 1843, w momencie rozbiórki starego pałacu Poniatowskich.
W 1923 w pałacu znajdowała się ambasada Włoch.
W budynku znajdują się m.in. jednostki Wydziału Polonistyki (Instytut Kultury i Języka Polskiego dla Cudzoziemców „Polonicum”), Wydziału Nauk o Kulturze i Sztuce (Instytut Muzykologii), Ośrodek Badań nad Antykiem Europy Południowo-Wschodniej, Studium Europy Wschodniej, Wydział Neofilologii, a także Muzeum Uniwersytetu Warszawskiego.

## Galeria

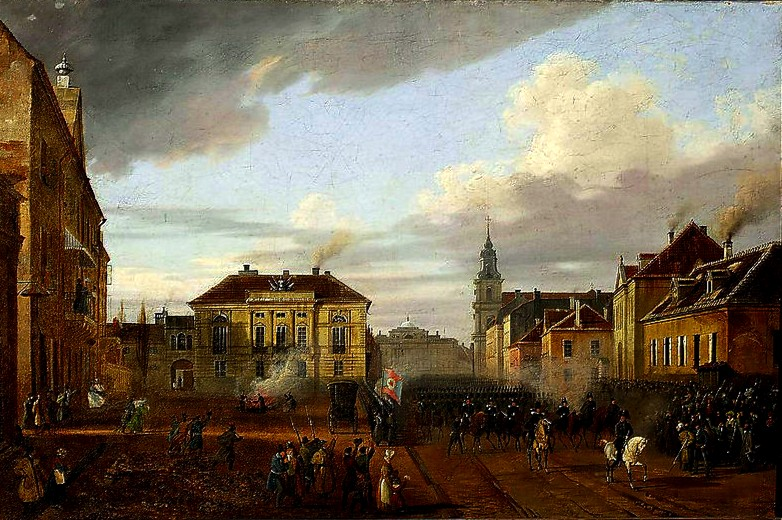
Elewacja boczna w 1830 roku
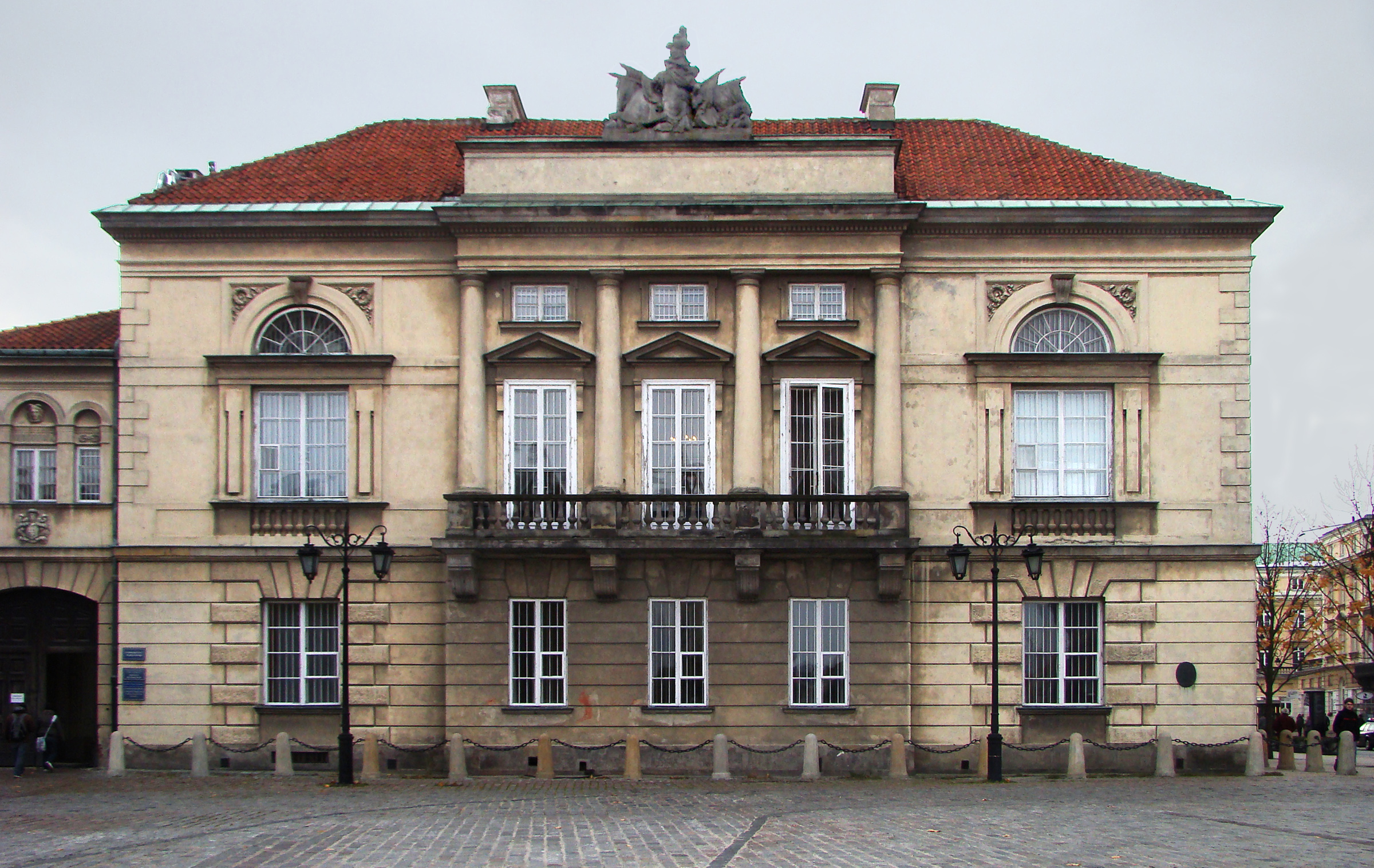
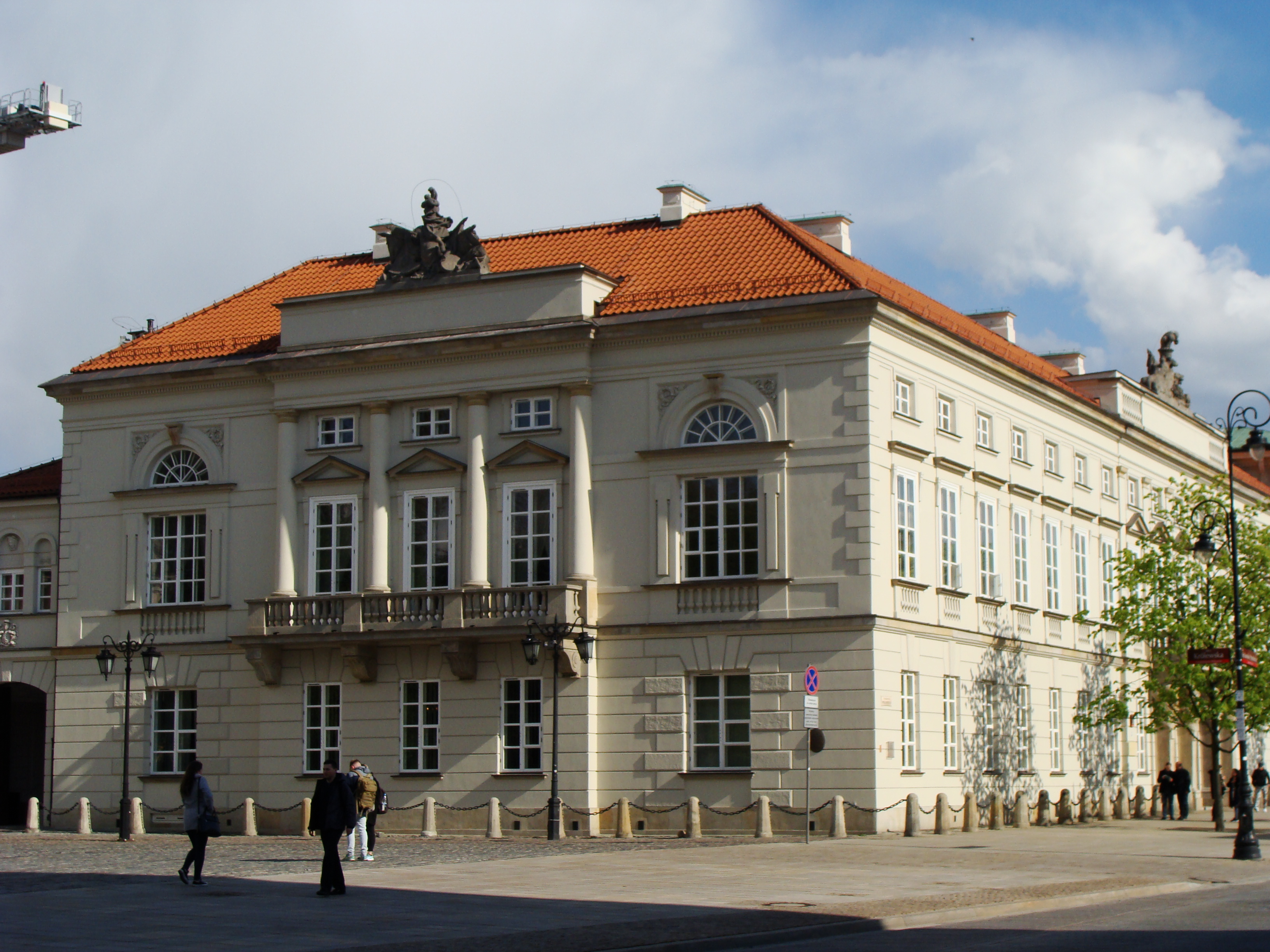
Boczna elewacja od strony kościoła wizytek
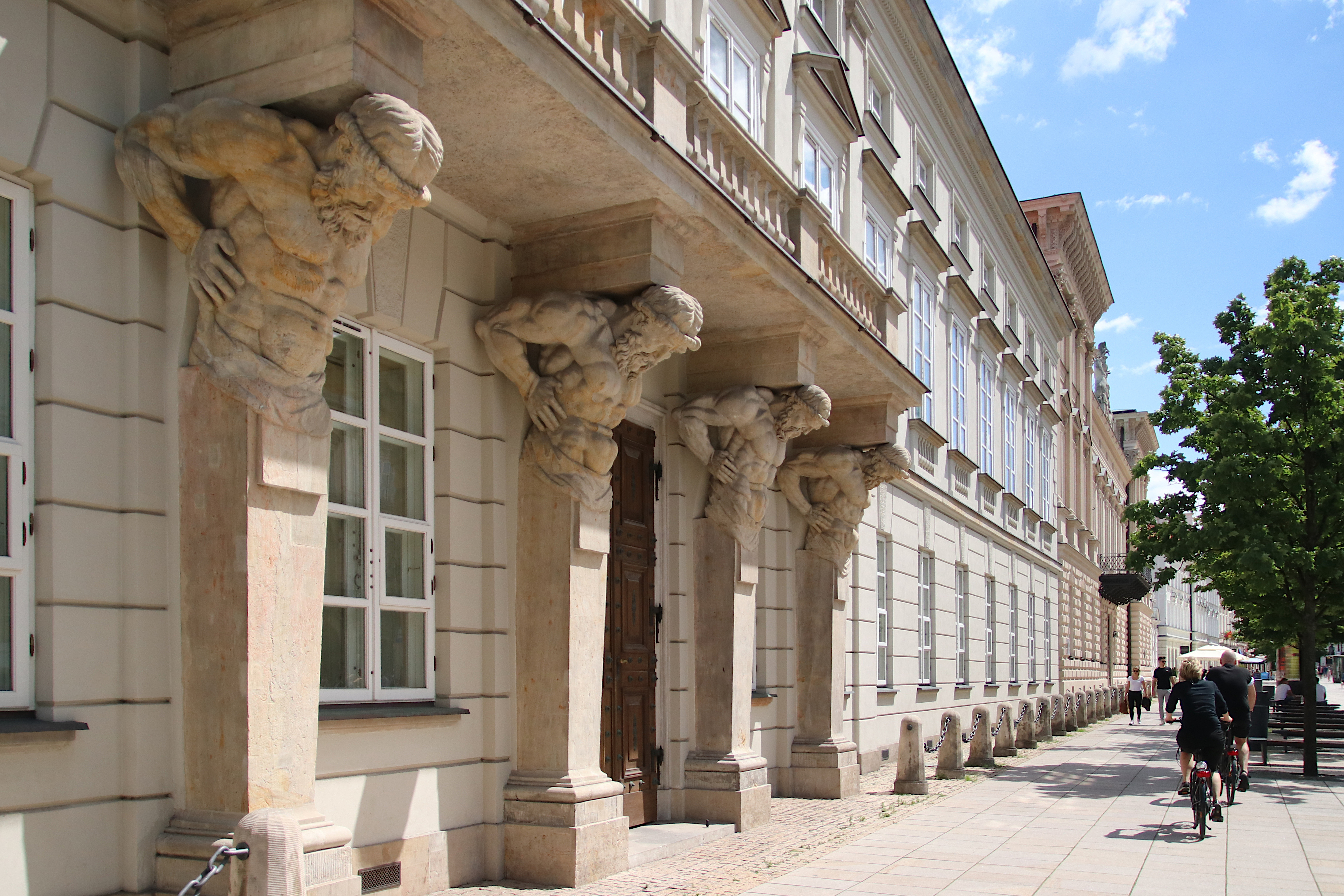
Wejście główne
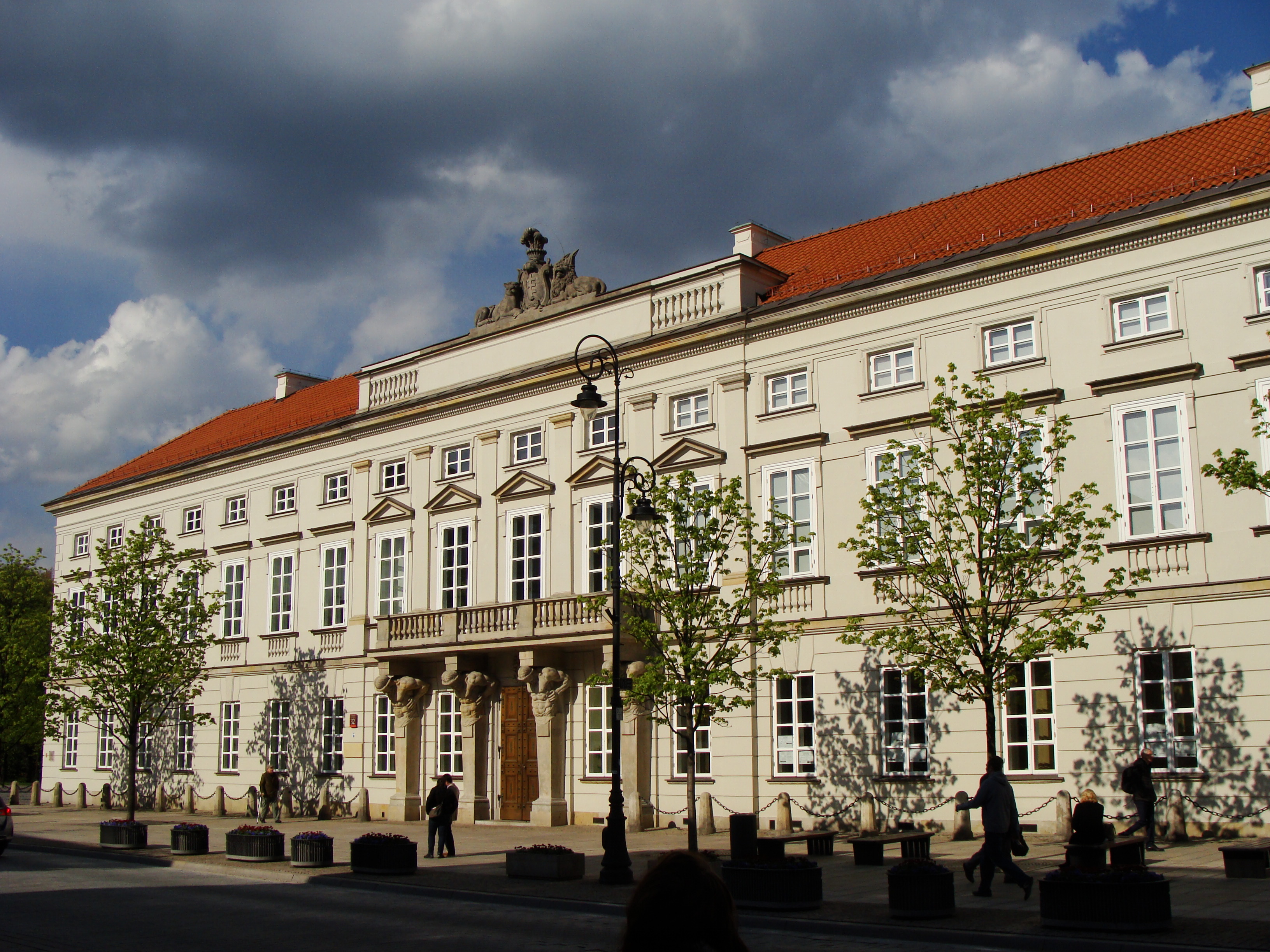
Pałac od strony bazyliki św. Krzyża
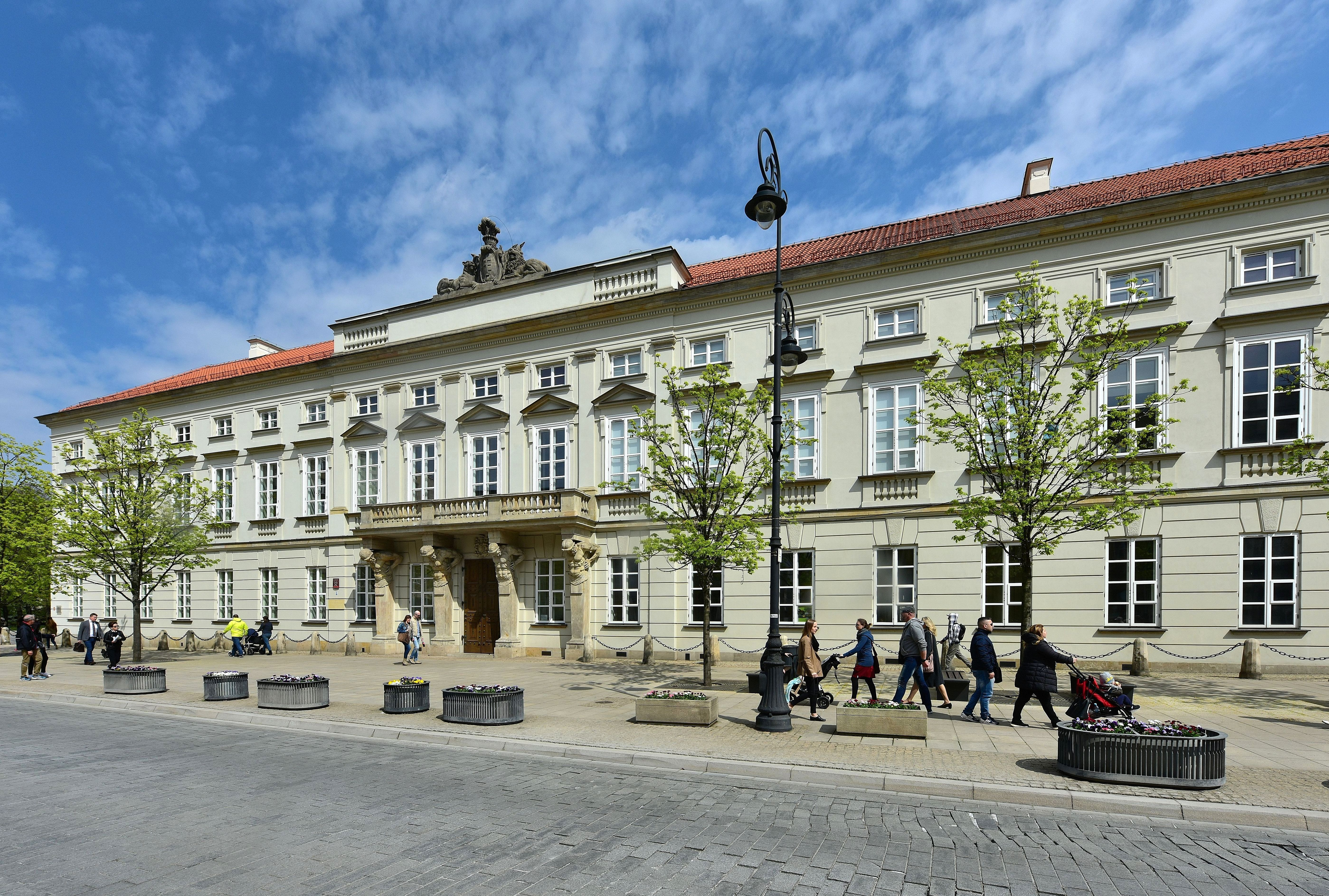